# 세화여자중학교
세화여자중학교(世和女子中學校)는 대한민국 서울특별시 서초구 반포동에 있는 강남 8학군 사립 중학교이다.

## 학교 연혁
- 1977년 6월 : 일주학원 설립인가
- 1978년 2월 : 초대 이임용 이사장 취임
- 1978년 3월 : 초대 송학준 교장 취임
- 1979년 3월 : 세화여자중학교 교사 및 체육관, 생활관, 도서관 낙성식 거행
- 1981년 8월 : 배구부 창단
- 1983년 10월 : 체육관 증축
- 2016년 4월 : 학교법인 일주세화학원으로 법인 명칭 변경
- 2019년 3월 : 제17대 심윤섭 교장 취임
- 2022년 2월 : 제42회 졸업식
- 2022년 4월 : 제6대 이재현 이사장 취임

## 참고 자료
- 세화여자중학교 - 한국교육학술정보원 학교알리미